# Шмоніна Марина Костянтинівна
Марина Костянтинівна Шмоніна (рос. Мари́на Константи́новна Шмо́нина; нар. 9 лютого 1965, Ташкент, Узбецька РСР) — радянська та російська легкоатлетка, що спеціалізується на спринті, олімпійська чемпіонка 1992 року.

## Кар'єра
| Рік                           | Змагання                      | Місто                   | Місце            | Дисципліна            | Примітки         |
| Представник СРСР              | Представник СРСР              | Представник СРСР        | Представник СРСР | Представник СРСР      | Представник СРСР |
| ----------------------------- | ----------------------------- | ----------------------- | ---------------- | --------------------- | ---------------- |
| 1988                          | Чемпіонат Європи в приміщенні | Будапешт, Угорщина      | 4 (півфінал)     | біг на 400 метрів     | 52.48            |
| 1989                          | Чемпіонат світу в приміщенні  | Будапешт, Угорщина      | 5                | біг на 400 метрів     | 52.44            |
| 1990                          | Чемпіонат Європи в приміщенні | Глазго, Велика Британія | 1                | біг на 400 метрів     | 51.22            |
| 1990                          | Чемпіонат Європи              | Спліт, Югославія        | 7                | біг на 400 метрів     | 51.67            |
| 1990                          | Чемпіонат Європи              | Спліт, Югославія        | 2                | естафета 4×400 метрів | 3:23.34          |
| 1991                          | Чемпіонат світу в приміщенні  | Севілья, Іспанія        | 2                | естафета 4×400 метрів | 3:27.95          |
| Представник Об'єднана команда |                               |                         |                  |                       |                  |
| 1992                          | Чемпіонат Європи в приміщенні | Генуя, Італія           | 5                | біг на 400 метрів     | 52.26            |
| 1992                          | Олімпійські ігри              | Барселона, Іспанія      | 1                | естафета 4×400 метрів | 3:20.20          |
| Представник Росія             |                               |                         |                  |                       |                  |
| 1993                          | Чемпіонат світу в приміщенні  | Торонто, Канада         | —                | естафета 4×400 метрів | DSQ              |